# 吉田満穂
吉田 満穂（よしだ みつほ、1917年11月22日 - 2009年7月7日）は日本の牧師、日本基督教団第9代総会議長。

## 生涯
1917年に関東州大連で生まれる。1947年に日本基督教団高知教会に赴任した。高知の文化振興に尽くした。
1970年に高崎毅に後任で日本基督教団副議長になり、1971年2月飯清の辞任を受けて、総会選出を経ないで第9代総会議長に就任する。1972年8月に教団総会を開催せずに辞任した。当時、日本基督教団は反万博闘争でゆれていた。
1989年に日本基督教団我孫子教会に転任して、19年間牧師を務める。前立腺がんのため死去。富士見町教会で葬儀が行われた。